# Noci s nepřítelem (Simpsonovi)
Noci s nepřítelem (v anglickém originále Sleeping with the Enemy) jsou 3. díl 16. řady (celkem 338.) amerického animovaného seriálu Simpsonovi. Scénář napsal Jon Vitti a díl režírovala Lauren MacMullanová. V USA měl premiéru dne 21. listopadu 2004 na stanici Fox Broadcasting Company a v Česku byl poprvé vysílán 15. dubna 2007 na stanici ČT2.

## Děj
Sherri a Terri si Lízu dobírají kvůli jejímu velkému zadku, což ji přivádí do rozpaků, a tak si začíná uvědomovat svou váhu. Homer to jen zhorší, když jí řekne o „zadku Simpsonových“, který mají všichni Simpsonovi. Bart přinese domů test ze zeměpisu se 100% úspěšností a netrpělivě očekává párty, jež mu byl slíbena, pokud bude v testu 100% úspěšný. Přestože Homer zjistí, že vodoznak školy na Bartově testu je pravý a že všechny odpovědi jsou správné, promluví si společně s Marge s Bartovou učitelkou. Paní Krabappelová se přizná, že zapomněla schovat při testu mapu, takže Bart i všichni ostatní odpovědi opsali. Marge uspořádá Bartovi večírek, kterého se zúčastní Patty a Selma, dědeček, babička, Ralph, a dokonce i Martin. Milhouse se může zúčastnit jen přes hlasitý odposlech, protože onemocněl spalničkami. Bart večírek odsoudí, a aby toho nebylo málo, Líza s pláčem uteče do svého pokoje, když jí Marge nabídne jeden kousek dortu. 
Marge si myslí, že si jí děti přestaly vážit, a tak – když najde Nelsona, jak chytá pulce z fontány v zoo – se rozhodne stát se matkou a trávit čas s ním. Sbližují se, když Nelson vypráví Marge o svém chudém životě, kdy ho otec opustil a už se nevrátil. Marge ho přivede domů, aby mohl dělat nějaké domácí práce. Nelsonova matka se to dozví a nechce, aby její rodině Marge dělala charitu. Později té noci paní Muntzová odjede z města a Nelson, který nemá kam jít, zůstane u Simpsonových. Marge ho nechá spát v Bartově pokoji a on donutí Barta, aby spal pod jeho postelí. 
Pozdě v noci Bart vidí Nelsona, jak zpívá o svém zmizelém otci, a také Lízu, jak jí dort, protože už nemohla vydržet hladovění. Když Bart odchází, uvidí Lízu i Nelson a nabídne jí, že jí pomůže pomstít se Sherri a Terri za to, že si ji dobírají. Druhý den na dvojčata Nelson vypustí skunka, jenž je obě potřísní, zatímco Líza a její přátelé si zpívají parodii na Rolničky. Obě dívky jsou vyděšené a utečou. Když se Líza s Nelsonem vrátí domů, najdou tam Nelsonova otce, kterého Bart nalezl v cirkuse na přehlídce oblud. Ukáže se, že pan Muntz odešel do Kwik-E-Martu, kde dostal silnou alergickou reakci, když snědl tyčinku s buráky. Shodou okolností měl cirkus zastávku právě na parkovišti u Kwik-E-Martu a cirkusák si Nelsonova otce nechal jako zrůdu pro svou putovní show. Nelsonova matka se nakonec vrací poté, co odjede do Hollywoodu a dostane hlavní roli ve filmu Macbeth. Před návratem k rodině Nelson poděkuje Marge za to, že se díky ní cítí dobře, a ocení, co Bart udělal, ale řekne, že to nestačí k tomu, aby ho přestal šikanovat. 
Když se Simpsonovi baví o morálce této epizody, Líza přiznává, že má stále problémy s obrazem svého těla. Homer se snaží Lízu přimět, aby byla pozitivní, ale Líza říká, že je to „velmi otevřený problém“ a že možná nikdy nebude se svým tělesným vzhledem úplně spokojená. Homer se snaží Lízu přemluvit, aby změnila názor, ale ta to odmítá.

## Přijetí
V původním vysílání vidělo Noci s nepřítelem 9,95 milionu diváků.
Colin Jacobson z DVD Movie Guide k dílu v rámci recenze 16. řady napsal: „Šestnáctá řada se dostává na rychlou kolej v podobě průměrného dílu Noci s nepřítelem. Epizody s Lízou působí strašně kazatelsky a začlenění Nelsona do příbytku Simpsonových nenabízí příliš humoru. Dokonce i potenciálně vtipná parodie na Streisandovou propadá. Pár vtipných momentů se objeví, ale nakonec je to zapomenutelná podívaná.“.
Patrick D. Gaertner ze serveru Puzzled Pagan uvedl: „Tenhle díl se mi líbil. Je opravdu zapomenutelný a tak trochu bezvýznamný, ale nebylo na něm nic, co by se dalo vytknout. Nelson je opravdu zvláštní a smutná postava a líbil se mi nápad, že si Marge našla náhradního syna, když si jí její vlastní děti začaly přestávat vážit. Tak nějak by se mi líbilo ještě víc, kdyby epizoda byla víc o tom, že se Marge cítí opuštěná, než aby se najednou změnila na díl s Nelsonem, ale takhle to bylo pořád docela zajímavé. A moc se mi líbila podzápletka s Lízou a její posedlostí váhou, která působila opravdu realisticky a tragicky.“.
Server Review Stream v hodnocení dílu uvedl: „Do této epizody Simpsonovi zahrnuli tělesné problémy a Nelsonovu verzi písně Barbary Streisandové. Žádné problémy nezlehčují, Lízin problém zůstává otevřený. Je to další skvělý díl se suchým vtipem, který je pro Simpsonovy charakteristický.“.